# Pédodontie
La pédodontie ou dentisterie pédiatrique est la partie de la dentisterie ayant rapport avec les enfants. Un dentiste qui se consacre à la pédodontie est un pédodontiste.

## Psychologie de l'enfant

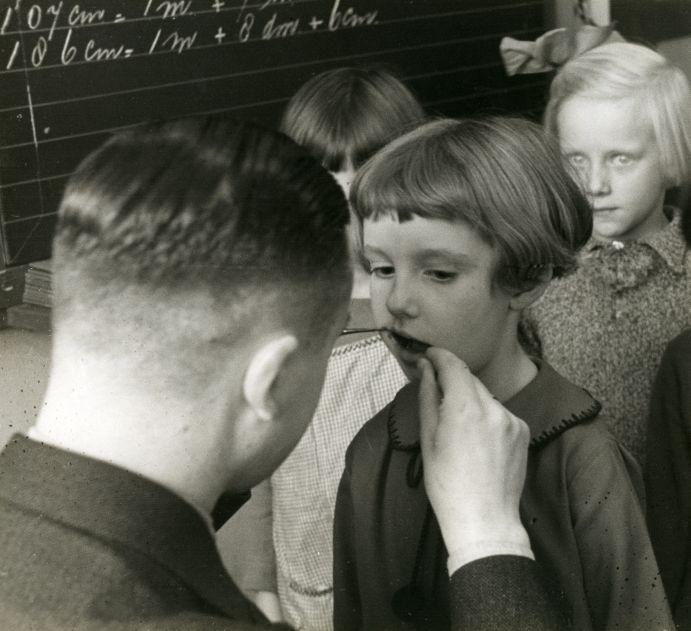
Dentiste examinant les dents d'un enfant dans une école des Pays-Bas en 1935.

En raison de la sensibilité propre à l'enfant, il faut prendre le maximum de précautions pour que les premières visites se passent bien ; certains mauvais souvenirs peuvent rester gravés pour toute la vie, perturbant tous les soins ultérieurs.
Encore plus qu'avec un adulte, le praticien doit soigner sa communication et sa relation personnalisée et authentique à l'enfant qu'il a en face de lui, surtout lors d'une toute première intervention ou toute première visite. Il faut pour cela moins s'attacher aux mots au sens bien incertain pour un enfant qu'à l'attitude avenante et à l'expression générale dégagée. Ce n'est que par l'établissement d'une relation de confiance que seront réunies les conditions d'un soin satisfaisant.
Le dialogue doit être engagé avec le parent accompagnateur ; cette relation servant de médiation pour initier ou enrichir le dialogue avec l'enfant. Il est utile de s'inquiéter du passé éventuel de l'enfant en matière de soins dentaires ou plus généralement médicaux pour se donner le maximum de chances d'éviter la répétition d'expériences traumatisantes. Dans ce dialogue, on pourra être attentif avec un peu d'expérience aux formes de communication non verbales, qui peuvent compléter ou infirmer les propos tenus. Sur ce registre, on évaluera le niveau de stress tant de l'accompagnateur que de l'enfant et même l'effet de contagion de l'un à l'autre.
Ce bilan fait de manière discrète et sans ostentation permet de prendre quelques décisions : - admission de l'accompagnateur dans le cabinet ou son maintien en salle d'attente pour éviter une infantilisation artificielle de l'enfant ; - importance des éclaircissements et assurances particulières à donner à l'enfant pour l'établissement de la confiance et le contrôle de son stress ; - recours à des artifices (distractions, fictions, etc.) pour faciliter une intervention rapide. Dans ce sens, il existe aussi un traitement par quadrant qui consiste à traiter en une séance 2 ou 3 dents du même secteur chez des enfants présentant des caries proximales jumelles ou chez des enfants atteints de polycarie.
Selon l'âge et l'histoire de l'enfant, ce scénario est simplifié ou parfois compliqué en vue de la participation confiante du sujet aux soins qu'on lui prodigue. Dans les cas les plus difficiles et si on veut éviter le recours à des tranquillisants qui ne résolvent que ponctuellement le problème, on fractionnera l'intervention en autant de séances que nécessaire ; chaque séance évitant de solliciter l'enfant bien au-delà du contrôle qu'il a de lui-même.

## Pathologies
Les caries peuvent évoluer très rapidement. 

Les pulpites sont moins nombreuses et moins longues. Elles peuvent survenir sans douleur, beaucoup plus souvent que chez l'adulte. 

En revanche les abcès d'origine dentaire surviennent plus facilement chez l'enfant que chez l'adulte. 

Syndrome du biberon : on appelle syndrome du biberon des caries multiples survenant chez le jeune enfant (dès 2 ans), en particulier sur les faces vestibulaires des dents antérieures. Ces caries sont favorisées par la présence permanente ou au coucher d'un biberon contenant un liquide sucré conduisant à une hygiène bucco-dentaire insuffisante.

## Traitements

### Soins
Les traitements d'odontologie conservatrice de la dent temporaire sont identiques à ceux de la dent permanente. 

Les matériaux d'obturation peuvent différer légèrement.
- Amalgame : faciles à manipuler chez les enfants, qui ont du mal à garder la bouche ouverte. .
- Composites : utilisation difficile chez les enfants en raison de la durée d'intervention nécessaire.
- Ciment verre ionomère : souvent utilisé sur les dents temporaires. La résistance et la durabilité sont trop faibles pour des dents permanentes, mais suffisante pour les dents temporaires. Et la manipulation est plus tolérante que pour les composites.

### Endodontie
En revanche les traitements endodontiques diffèrent. En effet on ne va pas faire une obturation canalaire dans les racines ; cela risquerait de bloquer la rhyzalyse. On ne fait donc pas une pulpectomie (élimination de la pulpe), mais une pulpotomie (élimination de la pulpe camérale), en laissant la pulpe radiculaire. 

En cas de nécrose, la pulpectomie devient nécessaire. Dans ce cas on obture les canaux seulement avec du ciment canalaire (qui peut être résorbé), sans gutta-percha. 

### Prothèse
Concernant la prothèse, si une dent est très abîmée on peut poser une sorte de couronne préformée, appelée coiffe pédodontique.
On peut également faire de petits appareils amovibles en résine si plusieurs dents ont été extraites tôt avant leur date normale de chute. Le but est double : esthétique s'il s'agit de dents antérieures ; mainteneur d'espace s'il s'agit de dents postérieures. En effet quand on enlève une dent, les dents adjacentes risquent de migrer en direction de l'espace laissé vacant. Les dents définitives risquent alors de ne plus avoir la place de faire leur éruption.

### Sources
- Carie du biberon
- Scellants dentaires
- L’obturation canalaire au système thermafil